# Placówka Straży Granicznej w Hermanowicach
Placówka Straży Granicznej w Hermanowicach – graniczna jednostka organizacyjna Straży Granicznej realizująca zadania w ochronie granicy państwowej na granicy polsko-ukraińskiej (zewnętrznej granicy Unii Europejskiej).

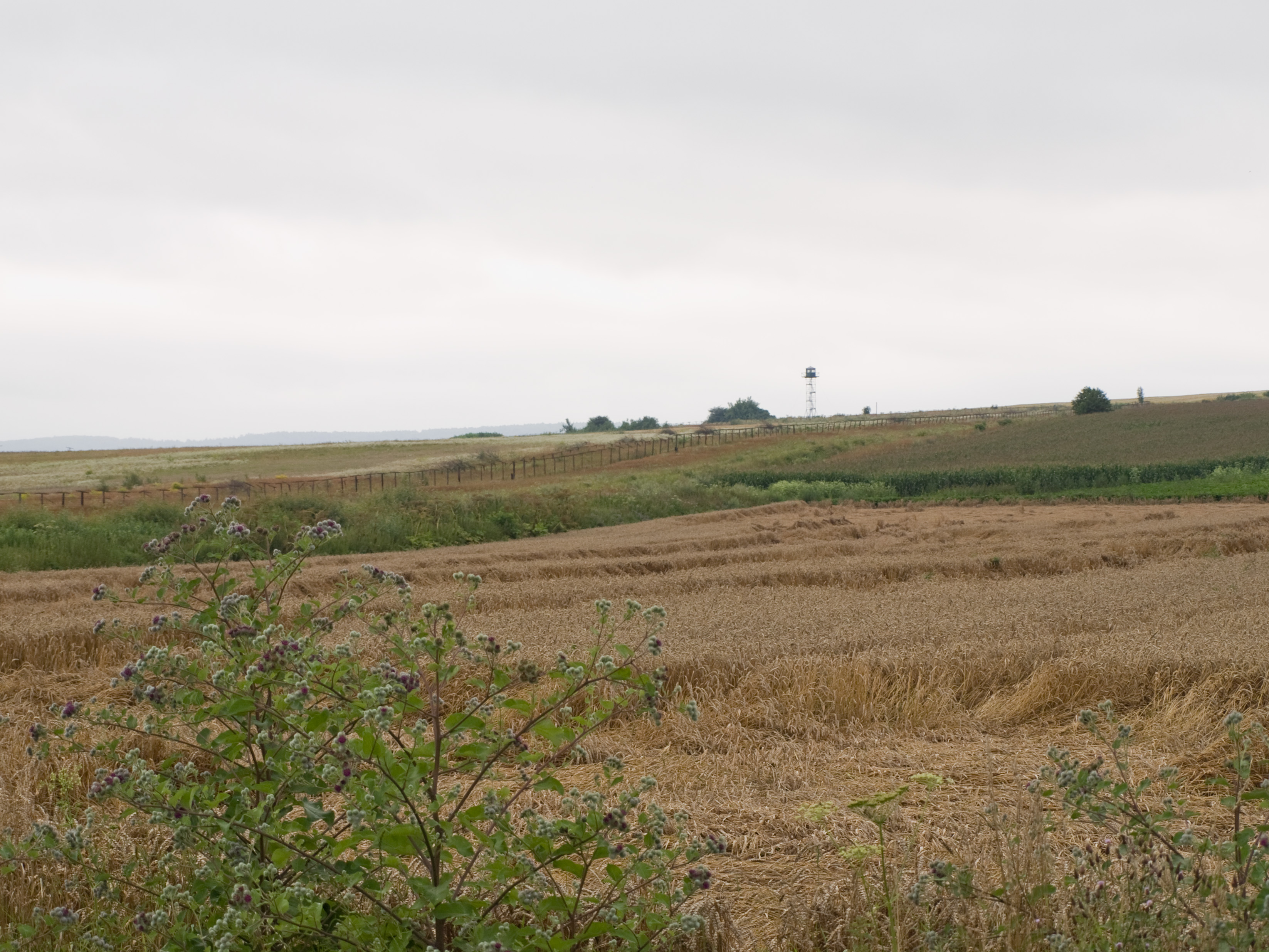
Granica polsko-ukraińska w Malhowicach (lipiec 2011)

## Formowanie i zmiany organizacyjne
Placówka Straży Granicznej w Hermanowicach (PSG w Hermanowicach) utworzona została 24 sierpnia 2005 ustawą z 22 kwietnia 2005 o zmianie ustawy o Straży Granicznej..., w strukturach Bieszczadzkiego Oddziału Straży Granicznej z przemianowania dotychczas funkcjonującej Strażnicy Straży Granicznej w Hermanowicach (Strażnica SG w Hermanowicach). Znacznie rozszerzono także uprawnienia komendantów, m.in. w zakresie działań podejmowanych wobec cudzoziemców przebywających na terytorium RP.
25 listopada 2005 nastąpiło zakończenie służby w Straży Granicznej funkcjonariuszy służby kandydackiej i przejście Straży Granicznej na system służby zawodowej.
We wrześniu 2019 rozpoczęły się prace związane z przebudową placówki, które trwały do połowy maja 2021, kiedy to funkcjonariusze powrócili do odnowionej siedziby. Budynek administracyjny oraz jego zaplecze przeszły gruntowną przebudowę. W celu uzyskania większej przestrzeni zaadaptowano m.in. pomieszczenia internatowe. Oprócz rozbudowy pomieszczeń oraz wymiany wyposażenia zainstalowano m.in. nowoczesne systemy: kontroli dostępu, antywłamaniowe i monitoring. Przygotowano zabezpieczone elektronicznie, indywidualne schowki na broń służbową i klucze do pomieszczeń. Rozbudowano pomieszczenia garażowe, a plac manewrowy zyskał nową nawierzchnię oraz oświetlenie. Powstała samochodowa myjnia ręczna. Prace objęły także rozbudowę zaplecza dla psów służbowych. Powstało osiem nowych kojców oraz pomieszczenie do przygotowywania posiłków.
W 2023, Placówka Straży Granicznej w Hermanowicach miała status placówki SG kategorii II.

## Terytorialny zasięg działania
Stan z 1 sierpnia 2011

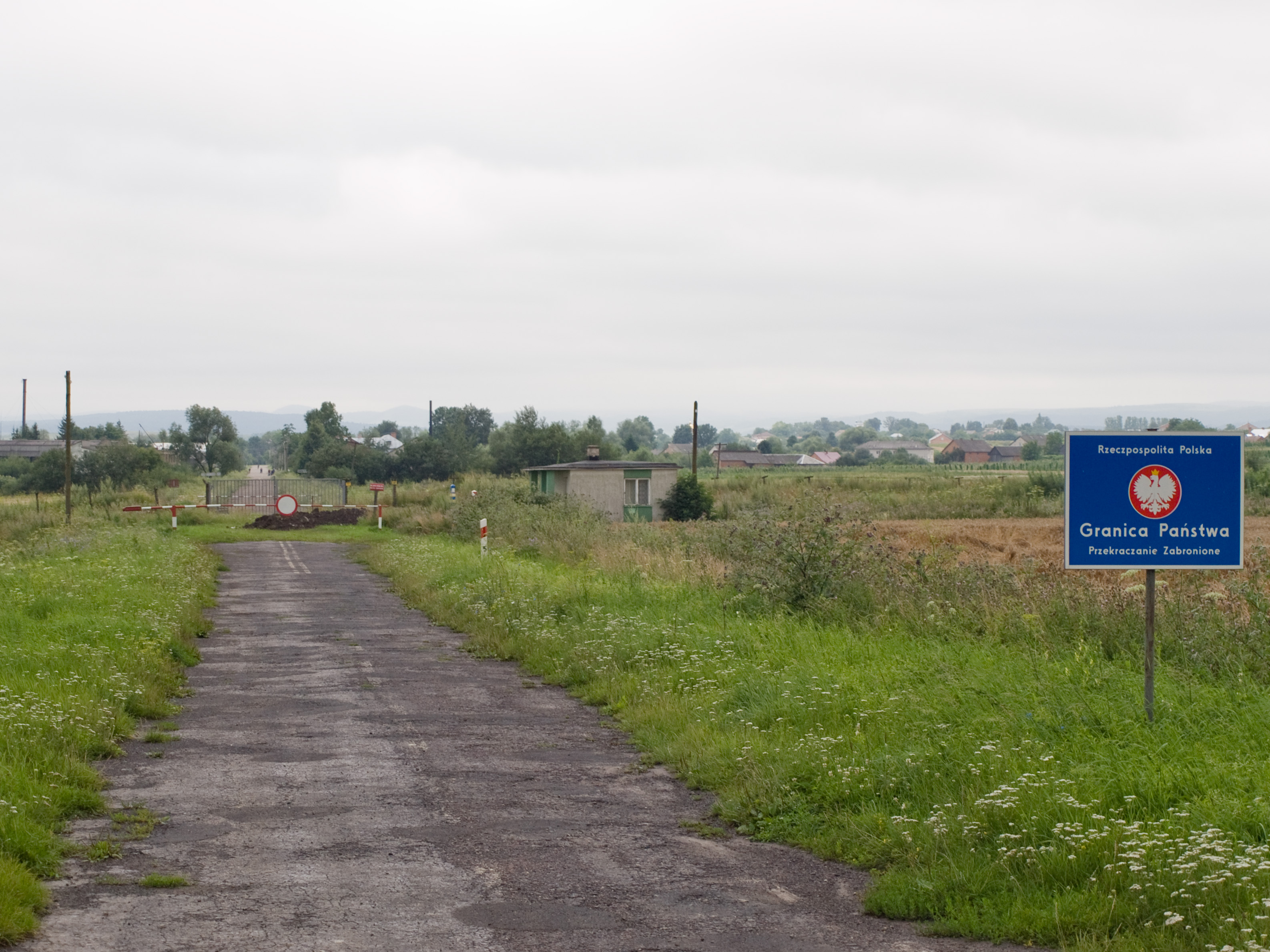
Dawny punkt uproszczonego przekraczania granicy Malhowice-Niżankowice (lipiec 2011)

Placówka Straży Granicznej w Hermanowicach ochrania odcinek granicy państwowej z Ukrainą o długości 11,8 km:
- Od znaku granicznego nr 496 do znaku granicznego nr 475.
- W strefie nadgranicznej linia rozgraniczenia z placówka SG w:

1. Medyce: włącznie znak graniczny nr 496, Krówniki, dalej rzeką Wiar, od mostu na drodze krajowej nr 28, w Przemyślu ul. Lwowską, Mickiewicza, Jagiellońską do mostu na Sanie, rzeką San, dalej granicą gmin Przemyśl oraz Krasiczyn.
2. Huwnikach: wyłącznie znak graniczny nr 475, punkt triangulacyjny 496,4 (góra Szybenica), punkt triangulacyjny 428,1 (góra Bobowiska) dalej do styku gmin Krasiczyn, Bircza i Krzywcza.

- Poza strefą nadgraniczną obejmuje z powiatu przemyskiego gminy: Krzywcza i Dubiecko.

W grudniu 2007 terytorialny zasięg działania Placówki SG w Hermanowicach został poszerzony o cztery gminy i po poszerzeniu obejmował obszar sześciu gmin, tj.: Przemyśl, Fredropol, Krasiczyn, Krzywcza, Dubiecko, Dynów.

## Komendanci placówki
- ppłk SG Leszek Dłużewski (do 27.10.2010)[8]
- ppłk SG Marek Głowacz (był w 2021[9]–był w 2023[6]).